# Dantuin
A Dantuin egy kitalált bolygó a Star Wars-univerzumban.

## Nevezetességei
Dantuin legnevezetesebb látnivalója a Jedi Akadémia, melyet még Vodo-Siosk Baas jedi mester alapított. Generációkon át napjainkig mindig ígéretes jedi tanítványokat (padawanokat) képzett ki, s bármikor több tucatnyi tanítványt tudott felmutatni. A leghíresebb itt végzett harcos Exar Kun volt, akit maga Vodo-Siosk Baas személyesen tanított. Exar Kun egy olyan jedi növendék volt, aki elhagyta a világos oldalt az ősi Sith mágia csábító gonosz erejének engedelmeskedve. 40 évvel ezelőtt háborúba lépett a Köztársaság ellen, melynek még ma is megvannak a következményei, de végül hatalmas erőfeszítések, és a jedik egy részének önfeláldozása árán végül visszaverték. Romlottságának öröksége csak lassan oszlott feledésbe, mígnem a Mandalori Háborúk során ismét feléledt, s magával hozta az új Sith fenyegetést.
Az élet – a legnagyobb részében legalábbis – meglehetősen nyugodt a Dantuinon, mivel a Jedi Akadémia jelenléte nagyobb biztonságot ad, mint ami bárhol máshol elérhető a galaxisban. A külön élő családok egymástól függetlenül intézik üzleti ügyeiket, s az ipari fejlődés meglehetősen jelentéktelen, minek köszönhetően a táj szinte érintetlen maradt. A kolóniáktól távol számos ősi romot felfedeztek, s néhány telepes azt a cél tűzte maga elé, hogy minél jobban megismerje ezeket, azonban hivatalos forrást nem fordítottak ezek eredetének pontos megállapítására. Még a bolygón kívül sem született egy ilyenféle vizsgálatra igény, így a Dantuin érintetlen, romlatlan világ maradt.

## Szereplése

### A filmekben
A bolygó közvetlenül egyetlen Csillagok háborúja filmben sem jelenik meg.
Amikor Wilhuff Tarkin Leia Organa hercegnőt vallatja a lázadók bázisát illetően (az Új remény c. filmben), ő ezt a bolygót nevezi meg, mivel tudja, hogy a Halálcsillag bolygópusztító képességeit akarják demonstrálni, és a bolygó túl messze van, hogy odamenjenek és elpusztítsák, ezzel a félinformációval tehát időt próbál nyerni. Valamikor ugyanis valóban volt itt a lázadóknak bázisa, de régen elhagyták. A Birodalom felderítőhajói igazolják ezt a tényt, mert megtalálják a bázis nyomait. Tarkin ezen felháborodva Organa azonnali kivégzését rendeli el.

### Videójátékokban
- Star Wars: Knights of the Old Republic